# Gerard Loncke
Gerard Loncke (Overpelt, 15 januari 1905 – Neerpelt, 13 maart 1979), bijnaam Karke, was een Belgisch wielrenner uit de periode van voor de Tweede Wereldoorlog. Loncke won telkens een rit in de Ronde van Frankrijk in 1931 en in 1932. Hij beklom ook twee keer het podium in de Giro d'Italia.Voor hij als wielrenner begon was hij voetballer bij Overpelt VV dat toen nog niet aangesloten was bij de KBVB. 

## Wielerloopbaan
Karke Loncke won in 1926 het Nationaal Kampioenschap van België bij de Junioren. In 1929 werd hij beroepsrenner. In 1932 belandde Loncke op de tweede plaats in de semiklassieker Parijs-Brussel. Datzelfde jaar won hij in Straatsburg ook de zestiende rit in de Ronde van Frankrijk. Een jaar eerder had hij als eerste Limburger een ritoverwinning in de Tour binnengerijfd: de zevende rit van Bordeaux naar Bayonne.
In de Ronde van Italië van 1933 kwam de Overpeltenaar twee keer als eerste over de streep, namelijk na de zevende en zestiende rit. In 1935 spurtte hij naar de eerste podiumplaats in de Scheldeprijs. Gerard Loncke stopte als professioneel wielrenner in 1939.

## Belangrijkste overwinningen
1926
- Belgisch kampioen op de weg, Junioren

1930
- Omloop der Vlaamse Gewesten

1931
- 7e etappe Tour de France
- Antwerpen-Gent-Antwerpen

1932
- 16e etappe Tour de France

1933
- 7e etappe Giro d'Italia
- 16e etappe Giro d'Italia

1935
- Scheldeprijs Vlaanderen

## Resultaten in voornaamste wedstrijden
| Jaar | Ronde van Italië | Ronde van Frankrijk | Ronde van Spanje |
| ---- | ---------------- | ------------------- | ---------------- |
| 1929 |                  |                     |                  |
| 1930 |                  |                     |                  |
| 1931 |                  | opgave (1)          |                  |
| 1932 |                  | 34e (1)             |                  |
| 1933 | 34e (2)          |                     |                  |

| Jaar | Ronde van Vlaanderen | Parijs-Roubaix | Parijs-Brussel |
| ---- | -------------------- | -------------- | -------------- |
| 1929 |                      |                | 19e            |
| 1930 |                      |                | 13e            |
| 1931 | 45e                  | 13e            | 6e             |
| 1932 | 34e                  | 43e            | Zilver         |
| 1933 |                      |                |                |

## Ploegen
- 1929 - Securitas
- 1931 - Genial Lucifer
- 1932 - Dilecta-Wolber
- 1933 - Ganna
- 1937 - Bristol